# 37 minuti
37 minuti è il secondo album del cantante italiano Max De Angelis, pubblicato nel 2007.
Dal CD è stato tratto il singolo Nevica.

## Tracce
1. Marzo
2. È così
3. Vera e severa
4. Ricordami
5. Nevica (testo: Diego Calvetti)
6. Inutile
7. Stai con me
8. Vola
9. Test
10. Incosciente
11. Splendida

## Formazione
- Max De Angelis - voce, pianoforte, cori
- Diego Calvetti - chitarra acustica, programmazione
- Ronny Aglietti - basso
- Paolo Bertorelle - batteria
- Francesco Sighieri - chitarra acustica
- Daniele Del Lungo - violino
- Jacopo Luciani - violoncello
- Lisa Kant - cori